# Castiliscar
Castiliscar là một đô thị ở tỉnh Zaragoza, Aragon, Tây Ban Nha. Theo điều tra dân số 2004 của Viện thống kê Tây Ban Nha (INE), đô thị này có dân số là 395 người. Diện tích đô thị này là 40 ki-lô-mét vuông.

## Biến động dân số
Biến động dân số Castiliscar từ 1842 đến 2004:
| Biến động dân số của Castiliscar entre 1842 và 2004 |      |      |      |      |      |      |       |       |       |       |      |      |      |      |      |  |      |
| 1842                                                | 1877 | 1887 | 1897 | 1900 | 1910 | 1920 | 1930  | 1940  | 1950  | 1960  | 1970 | 1981 | 1991 | 1996 | 2001 |  | 2004 |
| 458                                                 | 849  | 841  | 848  | 823  | 870  | 943  | 1.026 | 1.039 | 1.045 | 1.012 | 649  | 493  | 469  | 437  | 403  |  | 395  |